# Гражданская война в Кастилии
Гражда́нская война́ в Касти́лии, Первая Гражда́нская война́ в Касти́лии (исп. Primera Guerra Civil Castellana) — вооружённый конфликт между Кастильской короной и Королевством Англией с одной стороны и Энрике II и Францией с другой стороны, произошедший в 1351—1369 годах. Является частью Столетней войны.

## Причины
Сторонники Педро I Кастильского называли его «справедливым», враги — «жестоким». Дворяне считали его тираном, так как он лишил их свободы (99% дворянства были арестованы и отправлены в ссылку). Благодаря Педро территория Кастилии была значительно расширена.
В полную противоположность Педро, его незаконнорождённый брат Энрике II получил поддержку не только дворян, но и Франции, Арагона и даже Папы Римского. Начиная с 1351 года он неоднократно восставал против своего брата Педро, в 1366 году провозгласил себя королём Кастилии и Леона в монастыре Лас Уэльгас.

## Ход войны
В 1366 году Энрике II, находящийся во Франции, собрал войско в Монпелье из французов, арагонцев и английских наёмников и вторгся в Кастилию. Его брат Педро бежал в Байонну, находившуюся в то время под властью англичан. Там он обратился к Эдуарду Чёрному Принцу с прошением о помощи. Пообещав Эдуарду земли в Кастилии, Педро в союзе с англичанами выступил обратно, навстречу своему брату. Бертран дю Геклен советовал Энрике не атаковать или защищаться, а вести партизанскую войну. Но Энрике де Трастамара не смог принять его предложение:  ведь город за городом, крепость за крепостью, сдавались ему без боя. Но в битве при Нахере Энрике потерпел сокрушительное поражение. Отказавшись дать земли англичанам по своему обещанию, Педро скрылся. В 1368 году Энрике II и Карл V подписали договор в Толедо, согласно которому Кастилия отдала все свои корабли в распоряжение французов в обмен на военную помощь.
После битвы при Монтьеле в 1369 году Педро попал в плен к своему брату Энрике, который убил его и стал королём Кастилии.

## В литературе
Гражданская война в Кастилии и связанный с ней Пиренейский поход Эдуарда Чёрного Принца 1366—1367 годов легли в основу сюжета исторических романов А. Дюма-отца «Бастард де Молеон» (1846) и Артура Конан Дойла «Белый отряд» (1891).